# ガヨン (フランス)
ガヨン（フランス語: Gayon、ベアルン語: Gaion/Gayoû）は、ヌーヴェル＝アキテーヌ地域圏、ピレネー＝アトランティック県に位置するフランスのコミューン。
デモニムは、「ガヨネ (Gayonais)」。

## 地理

### 位置
ガヨンのコミューンは、ヌーヴェル＝アキテーヌ地域圏、ピレネー＝アトランティック県に位置している。
当地は、県の中心地であるポーを経由して33kmの位置にあり、テレ・デ・リュイ・エ・カトー・ドゥ・ヴィク＝ビルのカントン (行政区画)における2015年以降の県議会選挙におけるカントン中心地であるセール・カステから30kmの位置にある。このコミューンは、ランベイエの生活圏に属している。
近傍の各コミューン（および当地との距離）は、ラロング（1.8 km）、ヴィアレール（2.2 km）、レスピーユ（2.3 km）、アリコー＝ボード（3.1 km）、カスティヨン（3.4 km）、ランコブ（3.5 km）、エスキュレス（4.2 km）、シマクルブ（4.4 km）である。
歴史的、また、文化的に見て、ガヨンはプロヴィンスとしてのベアルンの一部で、それはひとつの国家同様のものでもあり、歴史的および文化的統一を示すとともに、対照的に、各地には深い起伏をともなう印象的な多様性があった。

### 隣接するコミューン
隣接するコミューンは、アリコー＝ボード、カスティヨン、ラロング、レスピーユ、ヴィアレールである。

### 河川

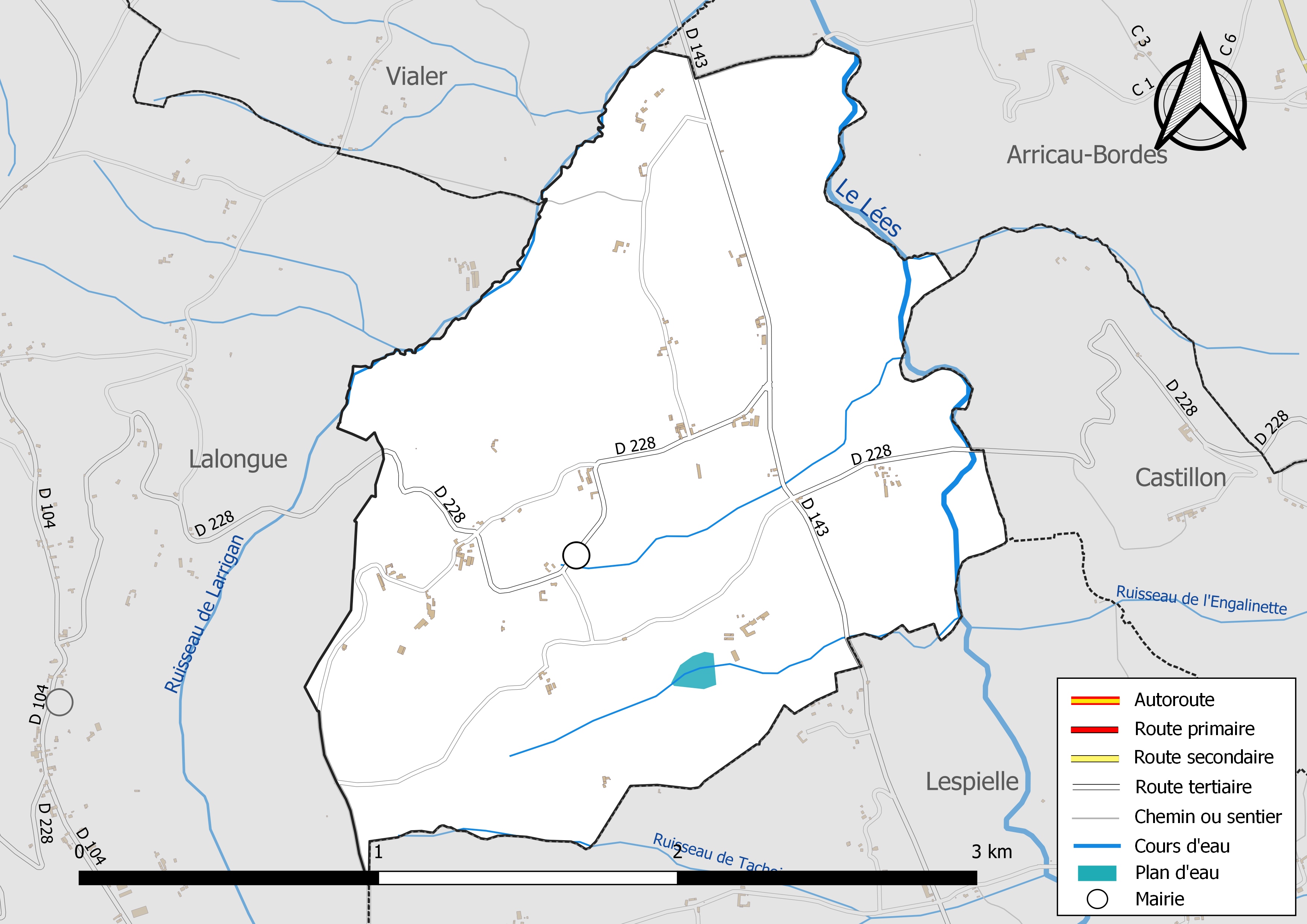
ガヨンの水路網と道路網。

このコミューンには、レ川 (le Léez) 、ラリガン川 (Larrigan)、タショワール川 (le ruisseau de Tachoires)、ほか多数の小川によってが流れており、全長6kmの水路網を成している。
レ川（56km）は、ガルデールのコミューンにその源を発し、南から北に流れ、市域の東部に沿って流れ、カスティヨンやアリコー＝ボードとの市境を成している。レ川は、31のコミューンを通過した後、バルセロンヌ＝デュ＝ジェールでアドゥール川に注ぐ。

### 気候
歴史的に、このコミューンは、アキテーヌ地域圏の海洋気候と山岳気候の中間に位置する移行地帯にある。2020年、フランス気象局は、フランス各地の都市圏の気候の諸類型を発表した。当地は山岳気候に分類されており、気候地域「アキテーヌ、ガスコーニュ」と「大西洋側ピレネー山脈」の中間に位置する移行地帯にある。
1971年から2000年の期間、年間平均気温は 13.2°C で、年間気温範囲は 14.6°C です。平均年間累積降水量は 1,102 mm で、1月の降水量は 11.4 日、7月の降水量は 7.9 日であった。1991年から2020年の期間、直線距離で 8km 離れたモン＝ディッセのコミューンにある最寄りの気象観測所で観測された年間平均気温は 13.9 °C、降水量の年間平均累積温度は 1,010.8 mm であった。将来については、2022年11月にフランス気象局が公開した専用サイトで、様々な温室効果ガスの排出シナリオに基づいて推定された2050年の自治体の気候パラメータを見ることができる。

### 自然環境と生物多様性

#### 保護地域
規制による保護は、優れた自然空間とそれに関連する生物多様性を保護するための最も強力な介入手段である。このコミューンには保護地域が存在する。自然空間の温室が取得（または同化）した土地「コトー・ド・ガーラン (coteau de Garlin)」の面積は20.6ヘクタールである。